# Machias, Maine
Machias är en kommun (town) i Washington County i delstaten Maine, USA med 2 060 invånare (2020). Kommunen är säte för countyts styrelse. Den har enligt United States Census Bureau en area på totalt 38,3 km² varav 2,3 km² är vatten. 